# Mogurnda wapoga
Mogurnda wapoga är en fiskart som beskrevs av Allen, Jenkins och Renyaan, 1999. Mogurnda wapoga ingår i släktet Mogurnda och familjen Eleotridae. Inga underarter finns listade i Catalogue of Life.